# صناجة (حشرة)

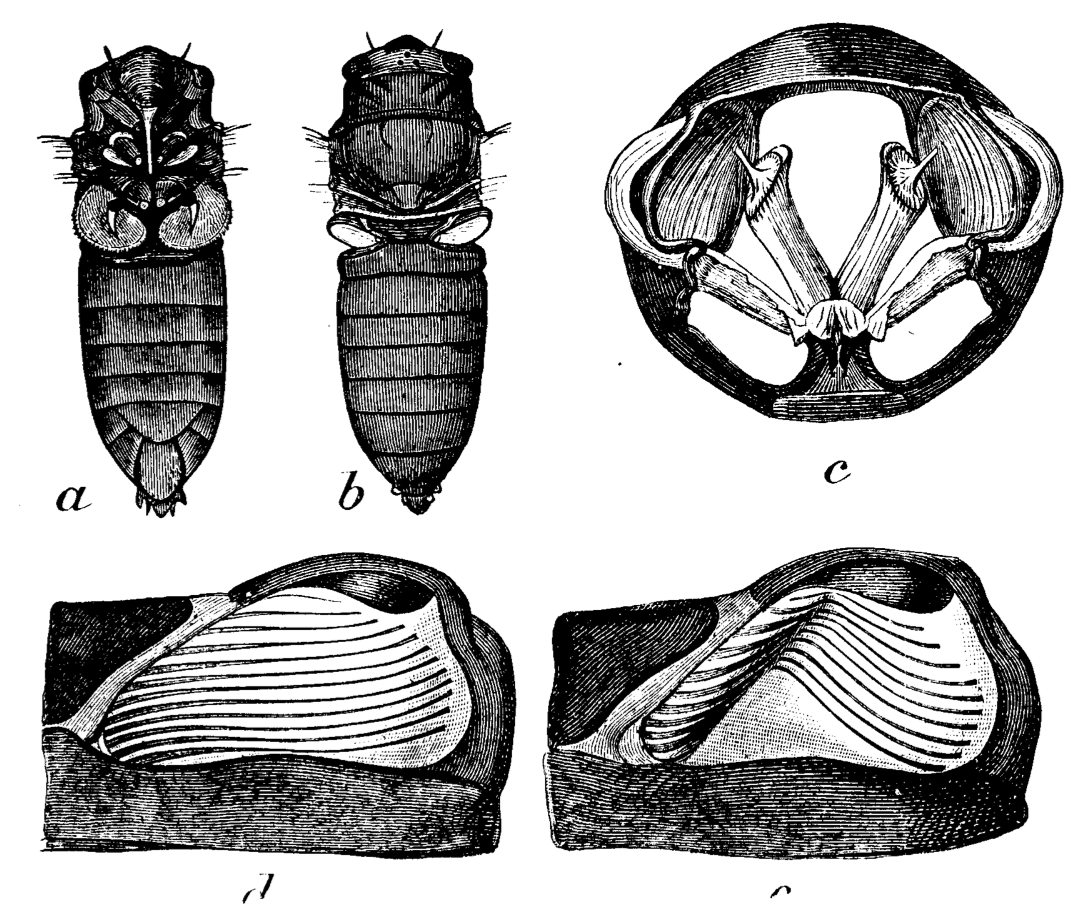

صناجة أو معزاف (بالإنجليزية: Tymbal)‏ هي الهيكل الخارجي المُموج المَسؤول عن إصدار أصوات الحشرات. تكون الصناجة في ذكور الزيزيات على شكل أغشيةٍ في البطن، وهي مسؤولةٌ عن إصدار الصوت المميز للزيزيات. أما في العثيات النمرية فإنَّ الصناجة مُعدلةٌ في منطقة الصدر، حيث تُصدر نقراتٍ بتردداتٍ عالية.